# Francis Scott Key
 (janvier 2020).
Si vous disposez d'ouvrages ou d'articles de référence ou si vous connaissez des sites web de qualité traitant du thème abordé ici, merci de compléter l'article en donnant les références utiles à sa vérifiabilité et en les liant à la section « Notes et références ».
Francis Scott Key, né le 1er août 1779 dans le comté de Frederick (Maryland) (actuel comté de Carroll (Maryland)) et mort le 11 janvier 1843 à Baltimore (Maryland), est un avocat américain qui a écrit les paroles de l'hymne national de son pays, The Star-Spangled Banner.

## Biographie
Né le 1er août 1779, dans le comté de Frederick, Maryland (aujourd'hui comté de Carroll), Francis Scott Key était un avocat qui fut témoin de l'attaque britannique sur Fort McHenry pendant la guerre de 1812. Le fort a résisté à l'assaut durant toute une journée et son bombardement inspira Francis Scott Key. Il écrivit alors un poème qui deviendra l'hymne national américain, « The Star-Spangled Banner ». Francis Scott Key servit plus tard comme procureur du district de Columbia (Washington, DC). Il mourut le 11 janvier 1843.
Francis Scott Key est né au sein d'un clan riche sur la plantation de Terra Rubra. Il a été instruit à la maison jusqu'à l'âge de 10 ans et a ensuite fréquenté une école secondaire à Annapolis. Il a poursuivi ses études au Collège St. John, pour en fin de compte revenir à son domicile et s'établir dans le comté comme avocat. Key épouse vers 1800 Mary "Polly" Taylor Lloyd qui lui donnera 11 enfants. En 1805, il pratiqua le droit à Georgetown, une partie de Washington, DC.
Au début des années 1810, les États-Unis étaient en conflit avec la Grande-Bretagne après que les Britanniques eurent enlevé des marins américains et à la suite de conflits dans les relations avec la France. Les hostilités qui en suivirent seront connues comme la guerre de 1812. Malgré le fait que Key - en tant qu'épiscopalien - était opposé à la guerre en raison de ses croyances religieuses et persuadé que les désaccords peuvent être réglés sans conflit armé, il servit néanmoins dans l'artillerie de campagne.
Les forces britanniques capturèrent Washington, DC, en 1814. Un collègue de Key, le Dr William Beanes, fut fait prisonnier. Grâce à son talent d'avocat Key participa à la négociation pour la libération de Beanes à Baltimore. Les forces navales britanniques se trouvaient le long de la baie de Chesapeake. Avec l'aide du colonel John Skinner, Key obtint la liberté de Beanes après que Britanniques eurent terminé leur bombardement de Fort McHenry.
Le 13 septembre, malgré leur bombardement continuel les Britanniques ne réussirent pas à détruire le fort. Le lendemain matin, à l'aube Key écrivit qu'un grand drapeau américain, cousu par Mary Young Pickersgill, fut hissé à la demande du commandant du fort.
Les Britanniques cessèrent leur attaque et quittèrent la zone. Le lendemain, dans une auberge, Key paracheva son poème au sujet des évènements dont il avait été témoin. Le poème s'intitula la « Défense de Fort McHenry » et fut imprimé en tracts et journaux, y compris par le Patriot Baltimore . Le poème a été plus tard mis en musique par John Stafford Smith. « Pour Anacréon dans le ciel » est devenu « The Star-Spangled Banner ».
On a cru longtemps à tort que Francis Scott Key avait écrit l'hymne célèbre alors qu'il était retenu en captivité par la flotte britannique au large des côtes de Fort Mc-Henry près de Baltimore. Mais il n'était pas prisonnier de guerre. Il avait rencontré les représentants britanniques pour négocier la libération d'un de ses clients en échange de son silence quant à ne pas révéler les secrets de l'attaque programmée. Il est vrai néanmoins qu'il fut retenu durant la nuit de l'assaut sur un navire de l'ennemi. Au lendemain de la bataille, voyant le drapeau américain flottant sur le Fort McHenry, il rédigea les célèbres rimes reprises dès la fin du XIXe siècle par l'armée américaine.
Après être tombé malade d'une pleurésie, Key est décédé à l'âge de 63 ans le 11 janvier 1843, à Baltimore, dans le Maryland. Il fut inhumé au cimetière Mount Olivet à proximité de la ville de Frederick. "The Star-Spangled Banner" a continué à être tenu comme un symbole musical américain malgré des critiques, à cause de quelques paroles violentes. Des décennies plus tard, en 1916, le président Woodrow Wilson a déclaré que "The Star-Spangled Banner" devrait être joué lors d'événements officiels. Le 3 mars 1931, le président Herbert Hoover avec le Congrès ont décidé que la chanson serait désormais l'hymne national américain.
L'écrivain F. Scott Fitzgerald est un descendant de Francis Scott Key. Ses trois prénoms lui furent donnés en hommage à son lointain parent.